# شنگرفی
شَنْگَرفی رنگ سرخ (بقچه‌ای) مایل به نارنجی روشن و مات یا به عبارتی سرخ مخملی شفاف است. این رنگ اصولاً از شنگرف (Cinnabar ,Mercury sulfide) که یک نوع کانی است گرفته می‌شد، هرچند امروزه بیشتر از ترکیب مواد دیگر ساخته می‌شود. 
همچنین نیاز به یادآوری است که واژۀ شنگرفی یک واژۀ فارسی احتمالا از ریشۀ سانسکریت است. بخش نخست واژۀ فارسی یعنی «شِن»، با بخش نخست واژۀ انگلیسی یعنی «Cin» نیز از دیدگاه آوایی بسیار نزدیک هستند.